# Théâtre de la Rue Saint Pierre
Théâtre de la Rue Saint Pierre var ett teater- och operahus i New Orleans i Louisiana i USA, aktivt mellan 1792 och 1810. Det var också känd under namnen Le Spectacle de la Rue Saint Pierre, El Coliseo och La Salle Comedie. Det var den första teatern i New Orleans och Louisiana. Amerikapremiären av operan Silvain av André Grétry, den första operaföreställningen i Louisiana, hölls här år 1796. 
Teatern låg på St. Peter Street i French Quarter vid stadens dåvarande centrum. Det beskrivs som en relativt liten byggnad i trä. Den grundades av Jean-Louis Henry och Louis-Alexandre Henry.  
Teatern öppnade den 4 oktober 1792. När teatern öppnades hade ett franskt teatersällskap som flytt från den haitiska revolutionen en tid uppträtt i staden. Teaterns personal utgjordes till större delen av professionella scenartister från franska Saint Domingue, både skådespelare, operasångare och balettdansare. Bland dess artister fanns sådana som förut varit stjärnor på Comédie du Cap, så som Jeanne-Marie Marsan, Jean Baptiste Le Sueur Fontaine, Mme. Delaure, Louis-Francois Clerville, dansaren Jean-Baptiste Francisquy och operasångerskan Mme. Clerville.  Teatern höll regelbundna föreställningar till 1800, men var sedan stängd 1800–1802 och 1803–1804. Från 1798 fanns också en spelsalong på teatern. 
Teatern var länge den enda i New Orleans, men kunde under sina sista år inte hävda sig i konkurrensen när St. Philip Street Theatre öppnade år 1808. Teatern stängde slutligen 1810, och byggnaden brann ned 1816.